# Đàm Sỹ Hiến
Đàm Sỹ Hiến (15 tháng 10 năm 1914 – 21 tháng 1 năm 1993), là luật sư và nhà lãnh đạo công đoàn người Việt Nam, từng một thời giữ chức Tổng trưởng Bộ Lao động và Tổng trưởng Bộ Xã hội Việt Nam Cộng hòa.

## Tiểu sử
Đàm Sỹ Hiến sinh ngày ngày 15 tháng 10 năm 1914 (có thuyết nói là ngày 10 tháng 10:283) tại Nam Định, Bắc Kỳ, Liên bang Đông Dương.:283
Năm 1937, ông thi đậu lấy bằng luật ở Hà Nội.:283 Từ năm 1953 đến năm 1954, ông hành nghề luật sư tại Tòa Phúc thẩm Hà Nội và đồng thời là cố vấn pháp luật của Liên hiệp Công đoàn Hà Nội.:283 Ngày 8 tháng 11 năm 1954, ông được cử làm Đổng lý Văn phòng Bộ Quốc phòng Quốc gia Việt Nam.:283 Từ tháng 12 năm 1954 đến tháng 7 năm 1955, ông giữ chức Tổng ủy trưởng Phủ Tổng ủy Di cư Tỵ nạn chống Cộng sản.:283
Ngoài ra, ông còn là thành viên Nghiệp đoàn Công nhân Công giáo Việt Nam, phụ trách các vấn đề quan hệ quốc tế, và lên làm phó chủ tịch nghiệp đoàn này từ năm 1959 đến năm 1964.:283 Sau đó, ông còn giữ chức chủ tịch Liên minh Công đoàn Anh em Á Châu từ năm 1963 đến năm 1964.:283
Đầu năm 1964, ông nhận lời làm Tổng trưởng Bộ Lao động Việt Nam Cộng hòa trong chính phủ Nguyễn Khánh.:283 Từ tháng 11 năm 1964 đến tháng 2 năm 1965, ông được bổ nhiệm làm Tổng trưởng Bộ Xã hội trong chính phủ Trần Văn Hương.:283
Tháng 5 năm 1968, nhân dịp Trần Văn Hương lên làm Thủ tướng lập chính phủ mới nhằm thay thế chính phủ Nguyễn Văn Lộc, ông được mời giữ chức Tổng trưởng Bộ Lao động thêm một lần nữa cho đến tận tháng 4 năm 1975.:283
Sau biến cố 30 tháng 4 năm 1975, ông cùng gia đình kịp thời di tản sang Mỹ sinh sống cho đến cuối đời.
Ông qua đời ngày 21 tháng 1 năm 1993 tại Los Angeles, California, Hoa Kỳ.

## Đời tư
Đàm Sỹ Hiến là người tin theo tín ngưỡng Phật giáo. Theo ghi chép trong cuốn Who's who in Vietnam năm 1974, ông đã kết hôn và có tổng cộng 5 người con.:283
Bên cạnh đó, ông còn thông thạo cả tiếng Anh và tiếng Pháp.

## Vinh danh
- Huân Chương Cảnh Tinh Đại Thụ Trung Hoa Dân Quốc[1]